# Gubbio
Gubbio város (közigazgatásilag comune) Olaszország Umbria régiójában, Perugia megyében.

## Fekvése
A megye északi részén, a Monte Ingino lejtőjén fekszik. Határai: Cagli, Cantiano, Costacciaro, Fossato di Vico, Gualdo Tadino, Perugia, Pietralunga, Scheggia e Pascelupo, Sigillo, Umbertide és Valfabbrica. A települést átszeli a Camignano torrente.

## Története
A települést az umberek alapították. Az ókori Iguvium az i. e. 3. században már Róma szövetségese volt. I. e. 89-ben municipiumi rangra emeleték. Az 5. században Totila seregei fosztották ki, majd a longobárdok. A 12–13. században élte virágkorát. Ekkor Perugiával a vidék feletti uralomért versengett. 1155-ben összetűzésbe került ugyan I. Frigyes német-római császárral, de a megkötött békeszerződés értelmében önálló köztársasággá alakulhatott. A 14. századtól kezdődően hatalma megingott, s hamarosan nemesi birtok lett. Előbb a Montefeltro, majd a Della Rovere-család birtoka lett. 1624-ben a Pápai állam kebelezte be. 1860-ban a Pápai állam többi településével együtt az egyesült Olasz Királyság része lett.

## Látnivalók
- az 1. századi római színház (Teatro Romano) romjai
- Porta Romana – a római kori erődítmény egykori kapuja
- Piazza Quaranta Martiri – a város tágas főtere a San Francesco-templommal (13. század) és a Santa Maria della Misericordia kórházzal (14. század)
- San Giovanni Battista-templom (a 13–14. században épült)
- San Domenico-templom (a 14. században épült)
- Palazzo del capitano del popolo (a 13. században épült)
- Palazzo Ranghiaschu Brancaleoni (a 19. század közepén épült)
- Palazzo dei Consoli – a város legszebb épülete. A 14. században épült gótikus nemesi palota
- Duomo (13. század)

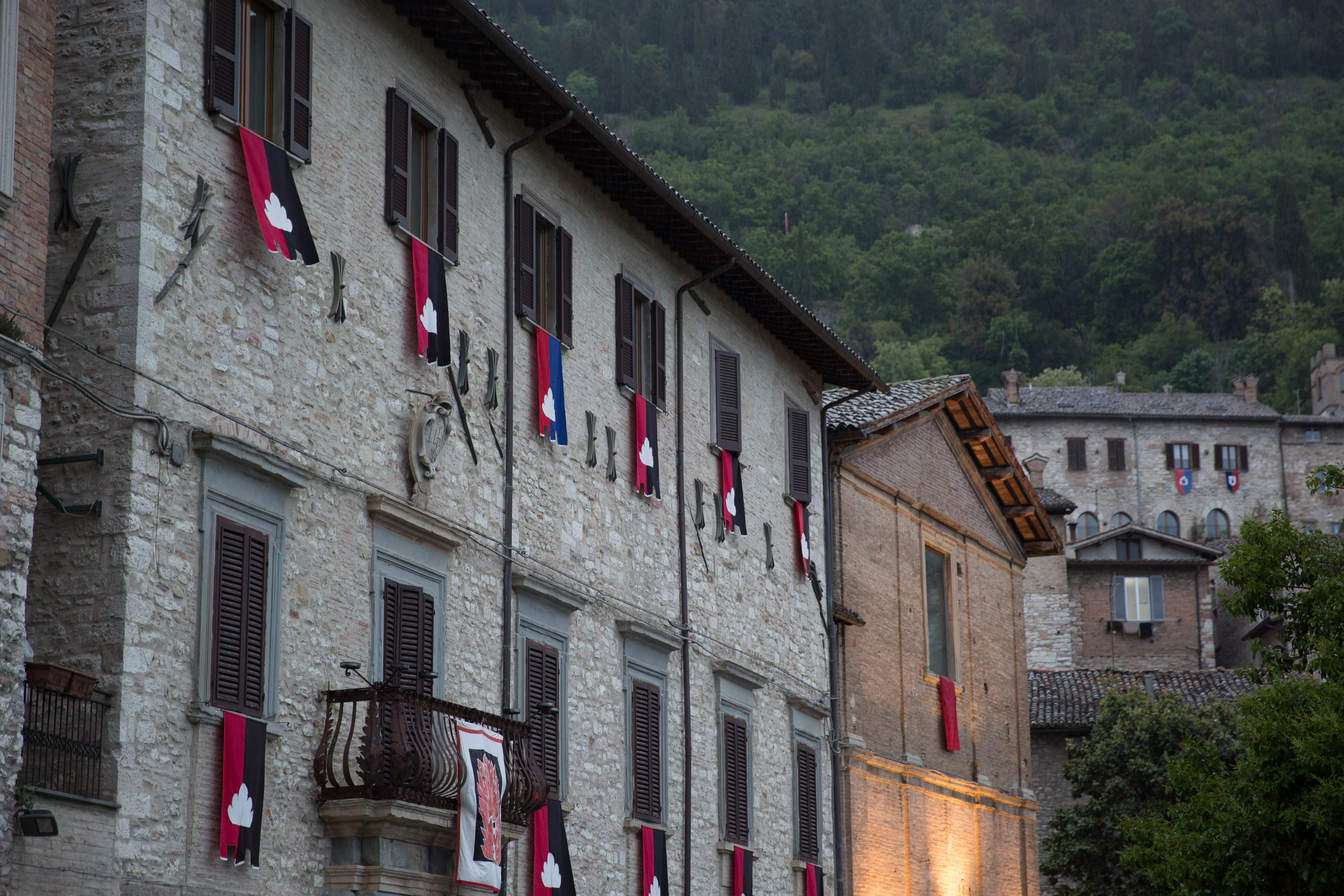
Homlokzatok a Piazza 40 Martirin
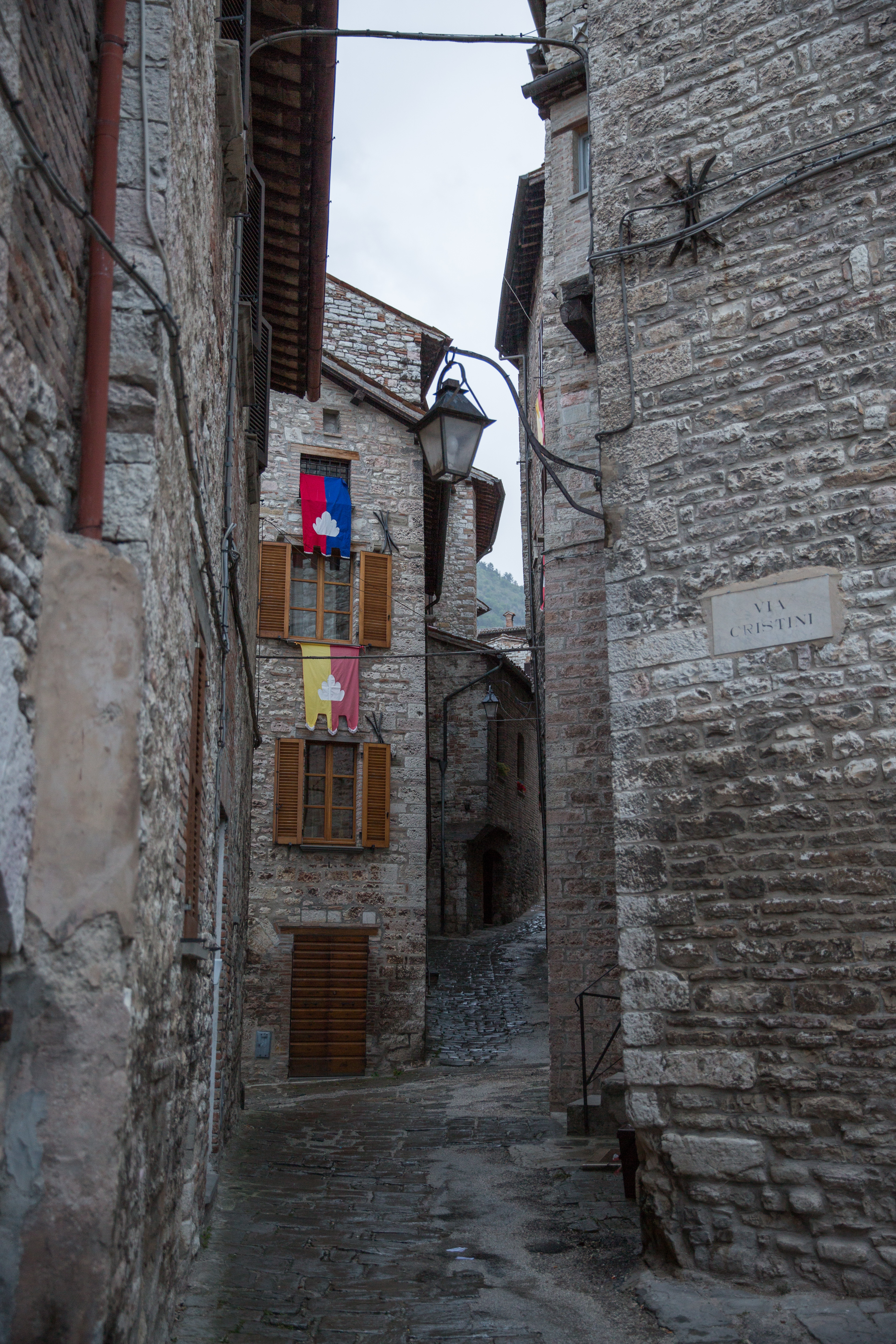
Óvárosi utca
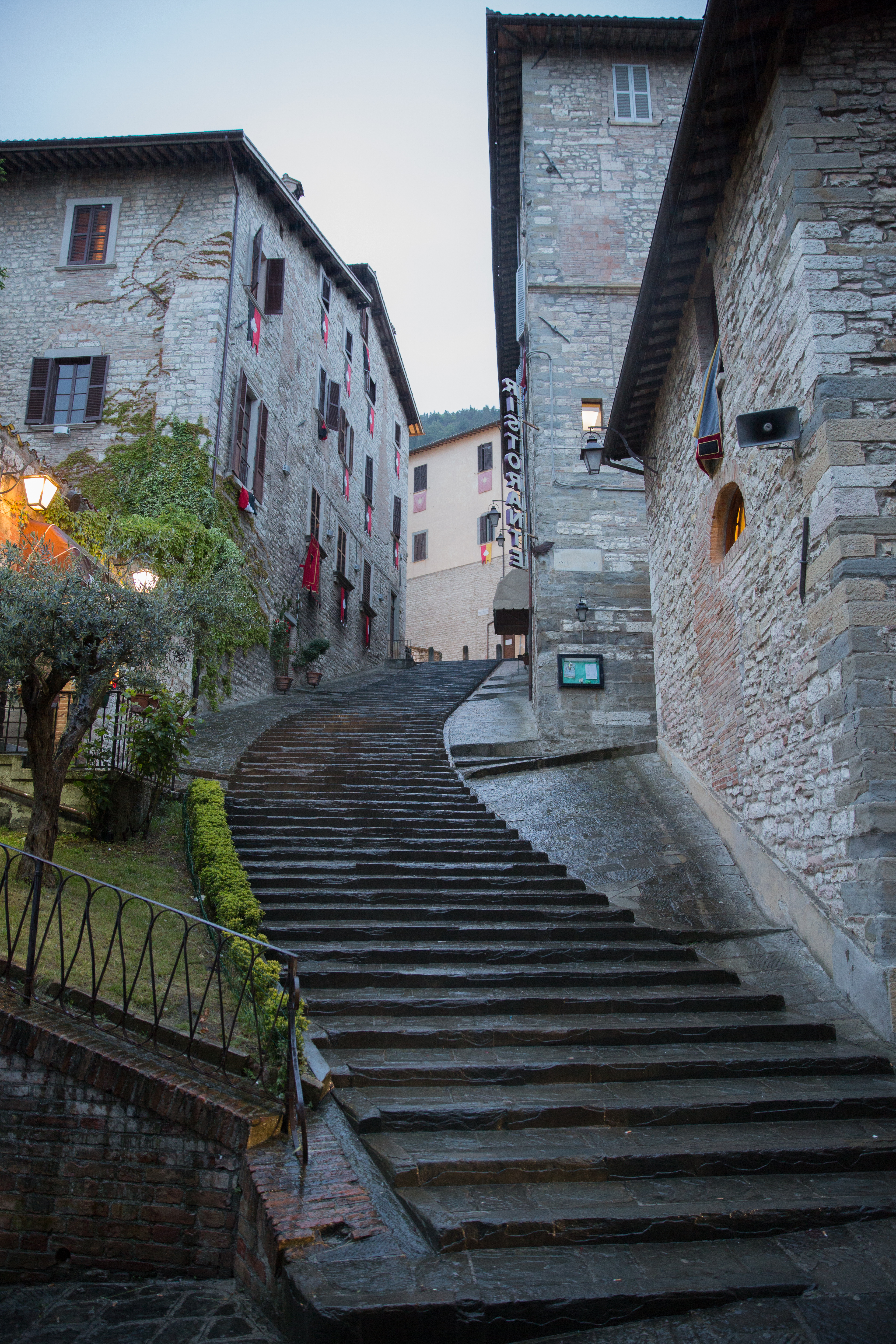
Stufen zum Palazzo dei Consoli
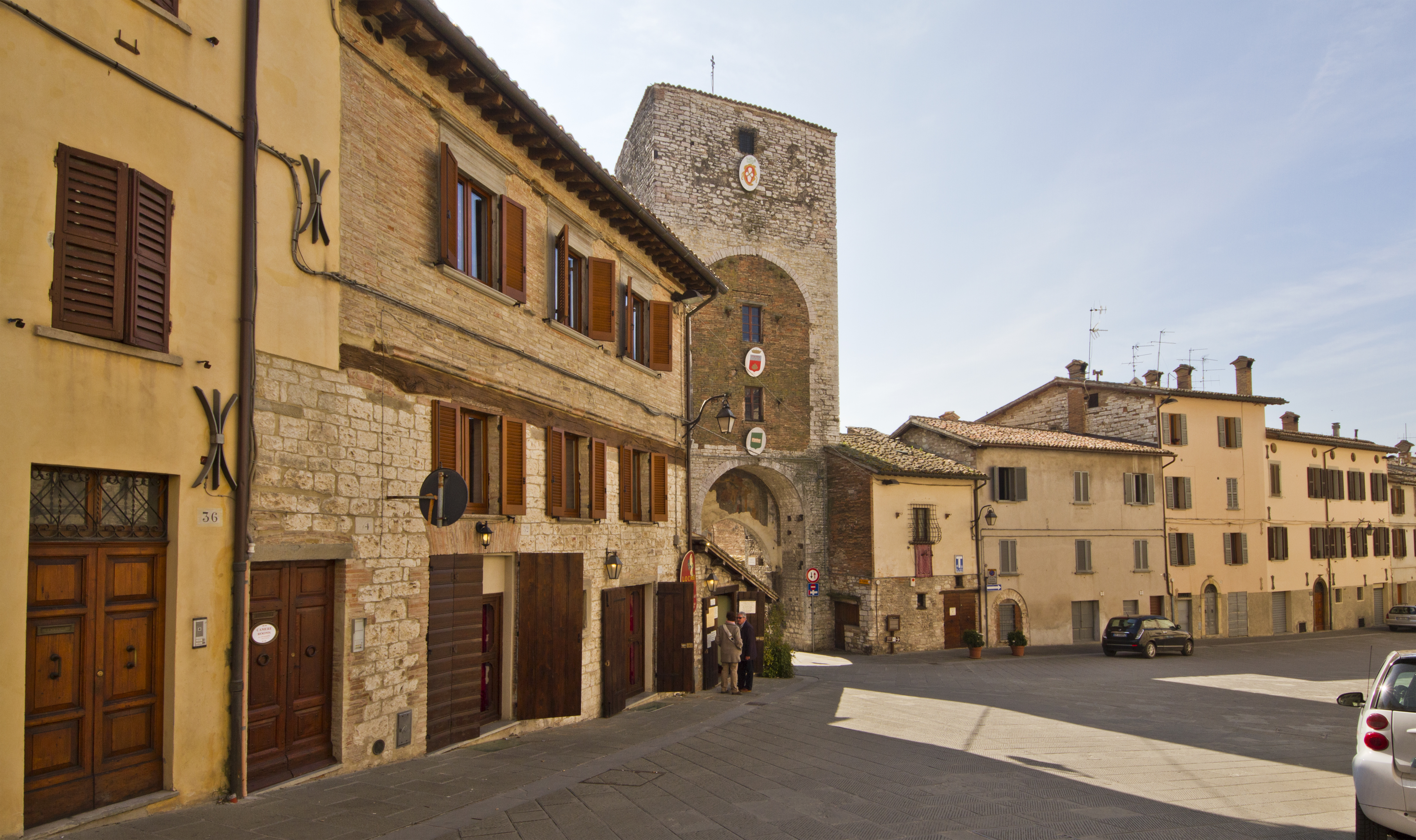
Via Dante Alighieri
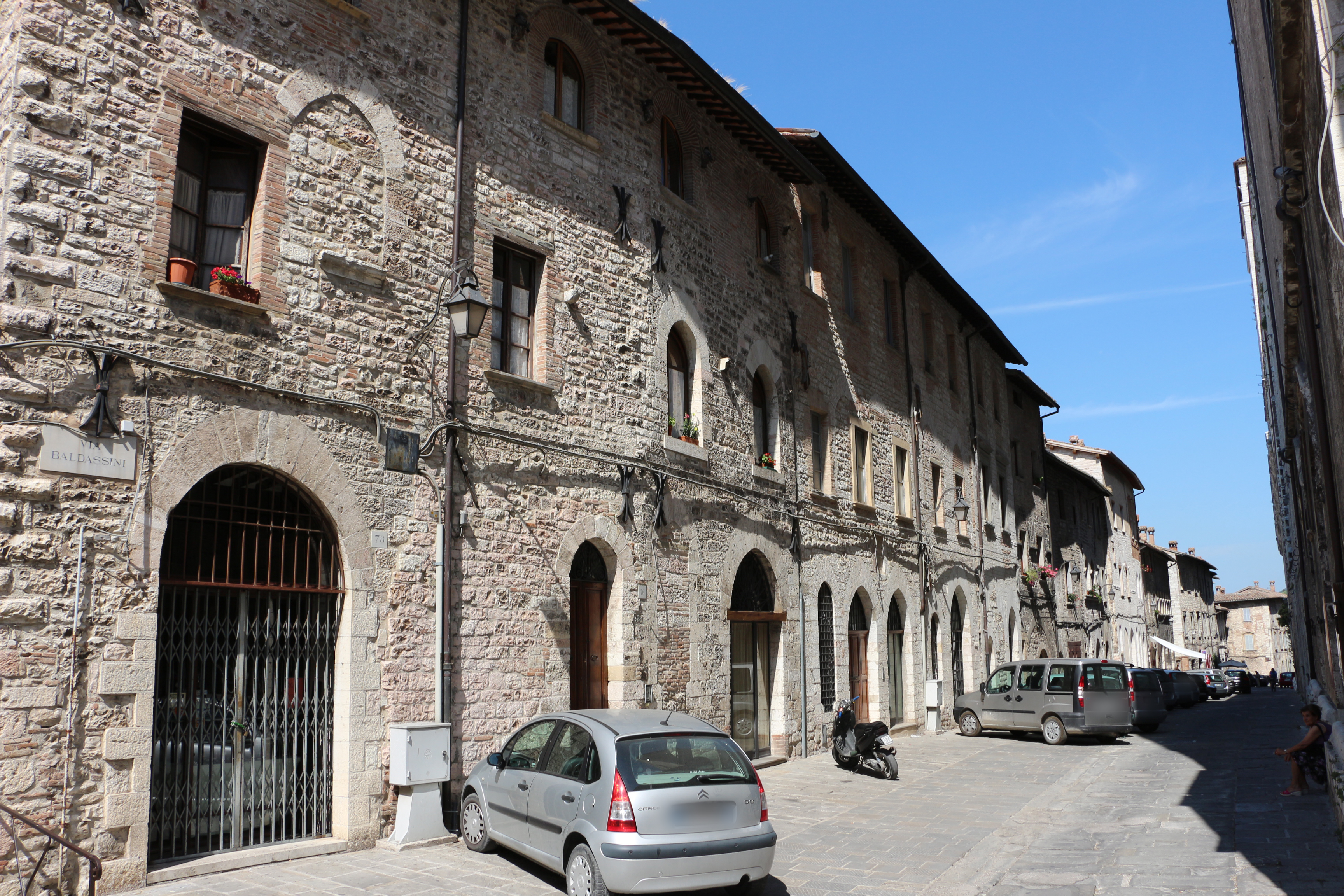
Via Baldassini
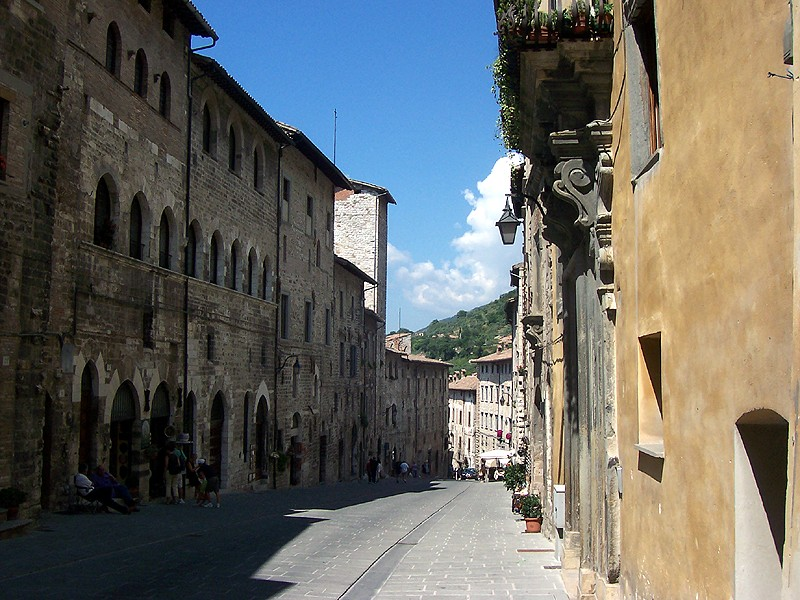
Via dei Consoli
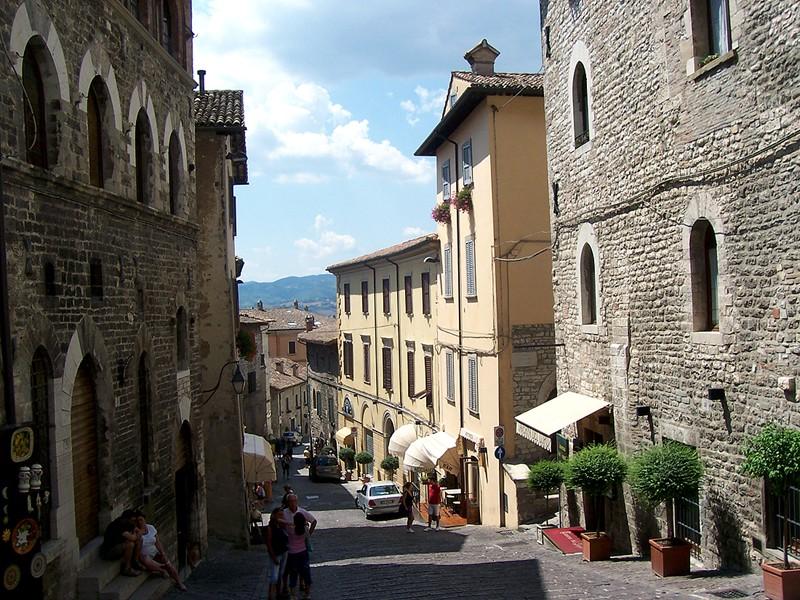
Via Repubblica

## Közlekedés
1886 és 1945 között a településnek vasútállomása volt.

## A város szülöttei
- Federico da Montefeltro (1422–1482), Urbino hercege
- Girolamo Accoramboni (1469–1537), Mediziner und Philosoph
- Guidobaldo da Montefeltro(wd) (1472–1508), Federico da Montefeltros fia
- Avanzino Nucci (~1552–1629), festő
- Antonio Abati (~1600–1667), költő
- Walkiria Terradura (1924–2023), zongoraművésznő

## Érdekesség
- Szerb Antal Utas és holdvilág regényének egyik fontos színhelye a város.
- Franco Zeffirelli Rómeó és Júlia (film, 1968) filmjében a vívójelenetek helyszínéül szolgált a város.
- A városban forgatták Terence Hill Don Matteo című tévésorozatának jeleneteit az 1–8. évadban.

## Testvérvárosok
- Thann, Franciaország
- Salon-de-Provence, Franciaország
- Wertheim, Németország
- Jessup, Pennsylvania, USA
- Sassari, Szardínia, Olaszország
- Palmi, Olaszország
- Viterbo, Olaszország
- Nola (Olaszország)
- Szentendre, Magyarország[2]

## Jegyzetek

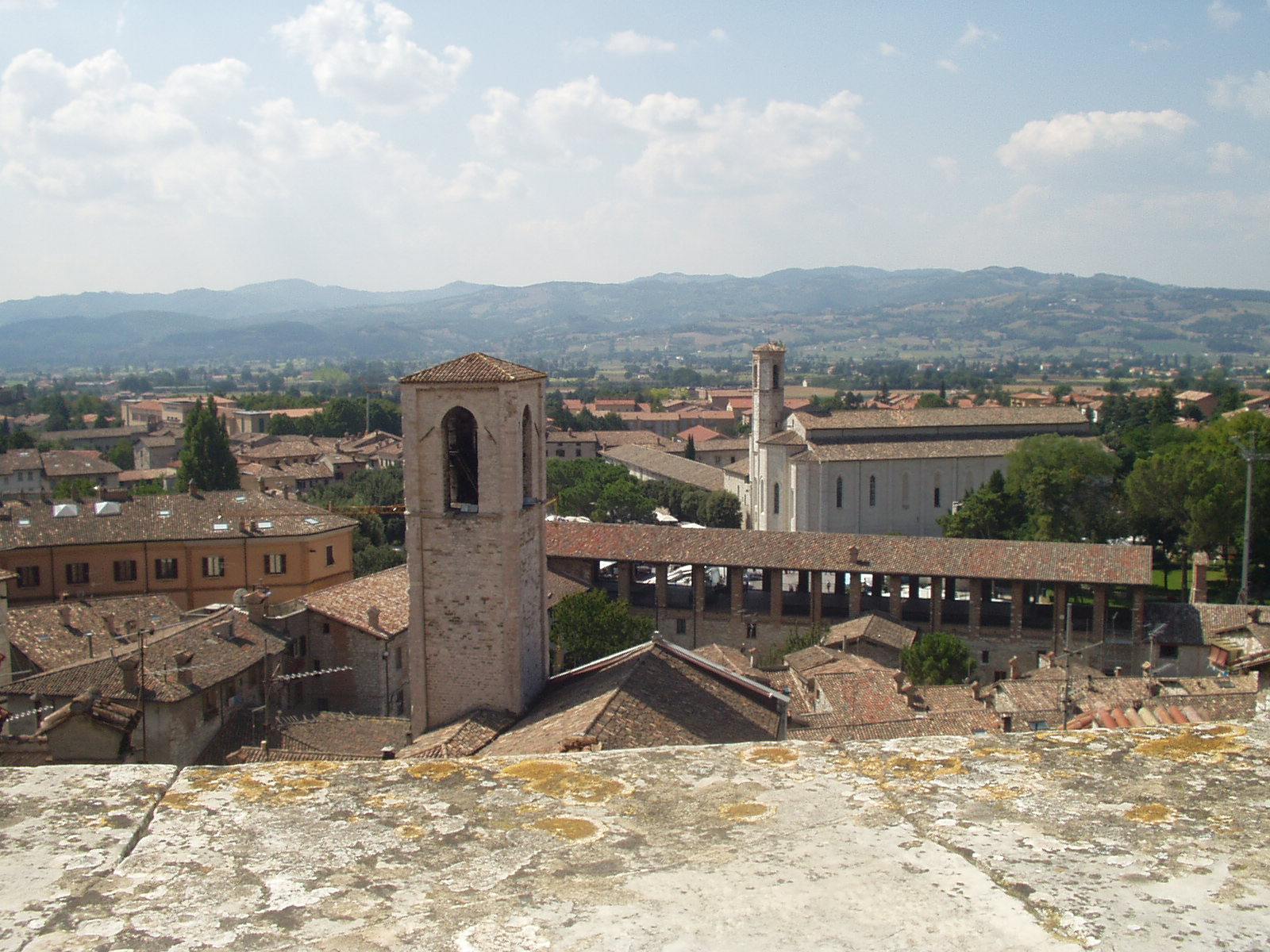
Gubbio látképe